# Łodzina
Łodzina (j. łemkowski Лодзина) – wieś w Polsce położona w województwie podkarpackim, w powiecie sanockim, w gminie Sanok.

## Historia
W połowie XIX wieku właścicielem posiadłości tabularnej w Łodzinie był Teodor Tergonde. Pod koniec XIX wieku właścicielami tabularnymi dóbr we wsi byli Adolf, Stefania i Stanisław Raszowscy. W 1905 Stefania Raszowska i trzech współwłaścicieli posiadała we wsi obszar 269 ha. W 1911 właścicielem tabularnym był Stanisław Antoni Bruno Raszowski, posiadający 205 ha.
W latach 1975–1998 miejscowość administracyjnie należała do województwa krośnieńskiego.
Wieś została lokowana ok. roku 1442.

## Zabudowa
We wsi znajduje się drewniana cerkiew greckokatolicka pw. Narodzenia Bogarodzicy, wybudowana w 1743 roku. Wewnątrz kompletny ikonostas. Świątynię remontowano w 1875 roku (z tego czasu m.in. ikonostas). Obecnie służy jako filialny kościół rzymskokatolicki Parafii Rozesłania Apostołów w Mrzygłodzie. 
Od roku 2001 we wsi działa lokalne koło gospodyń wiejskich. 
W centrum wsi stał alkierzowy dwór z XVIII w. Po II wojnie światowej został rozebrany w ramach czynu społecznego przez miejscowe koło ZMW. Pozostały po nim słupy bramne i resztki parku. Na terenach podworskich wybudowano w latach 70. XX w. wielkie obory, które nie zostały wykorzystane, gdyż zapomniano o doprowadzeniu do nich wody.

## Walki zUPA.
Pierwszy atak na wieś nastąpił 30 grudnia 1945, w tym dniu UPA uprowadziła z domu mieszkańca wsi. 
10 września 1946 Łodzina została całkowicie spalona przez pododdział UPA z sotni „Kryłacza”. Wieś ta była zamieszkana w większości przez Ukraińców, którzy wcześniej zostali wysiedleni do ZSRR, natomiast na miejscu pozostało kilka rodzin. Do opuszczonych przez Rusinów domów wprowadziły się następnie inne rodziny ze spalonych przez UPA wsi.
UPA mordowała w tej wsi zarówno Polaków, jak i Rusinów. Łącznie spalono w Łodzinie 62 budynki oraz zamordowano 9 osób. Zamordowani to: Andrzej Fik (22 lat), Mikołaj Fik (42 lat), Katarzyna Fik (53 lat), Mieczysław Okriak (32 lat), Aleksander Fedyn (55 lat), Mikołaj Sawczak (58 lat), Mikołaj Hołowka (70 lat), Mikołaj Bagan (45 lat) oraz Czesława Solecka (19 lat). Ta ostatnia otrzymała 14 pchnięć bagnetem.